# Judyta świdnicka
Judyta świdnicka, także Juta (ur. 1285/1287, zm. 15 września 1320) – księżniczka świdnicka, księżna dolnobawarska z dynastii Piastów.
Córka księcia świdnickiego Bolka I i Beatryczy, córki margrabiego brandenburskiego Ottona V Długiego. Żona księcia Dolnej Bawarii Stefana I. Matka Henryka XIV i Ottona IV.

## Kwestia narodzin
Judyta była najstarszą córką Bolka I świdnickiego i Beatryczy brandenburskiej, nie jest pewne, czy urodziła się przed najstarszym ze swych braci, Bolkiem II Starszym. Umownie wśród potomstwa Bolka świdnickiego zajmuje pierwsze miejsce. Urodziła się najwcześniej w 1285, to jest rok po ślubie swoich rodziców, który miał miejsce 4 października 1284. Termin końcowy daty urodzenia Piastówny został wyznaczony na podstawie informacji o jej wyjeździe na dwór męża. Opuszczając Śląsk w 1299 lub 1300, musiała mieć ukończone 12 lat. Jej imię nawiązuje do imienia babki ze strony matki, żony Ottona V Długiego.

## Małżeństwo ze Stefanem I Bawarskim
W przekazach źródłowych występują rozbieżności dotyczące daty zawarcia małżeństwa Judyty ze Stefanem I Bawarskim z dynastii Wittelsbachów. Część źródeł datuje je na 1297, część podaje, że doszło do niego dwa lata później. Najbardziej prawdopodobna hipoteza wyjaśniająca to zjawisko mówi, że ślub odbył się w 1297 na Śląsku, być może w Świdnicy, jednakże z powodu młodego wieku Judyta pozostała pod opieką rodziców aż do uzyskania lat sprawnych, co miało nastąpić w 1299. W przypadku odrzucenia tej hipotezy za bardziej wiarygodną datę zamążpójścia Piastówny należy przyjąć termin późniejszy. Stefan I, urodzony 14 marca 1271, był najmłodszym synem Henryka XIII Bawarskiego i Elżbiety, córki króla Węgier Beli IV. Od 1290 wraz ze starszymi braćmi, Ottonem III i Ludwikiem III, współrządził Dolną Bawarią. Zmarł 21 grudnia 1310 w Landshut, pozostawiając Judytę z pięciorgiem dzieci. Synowie Henryk i Otto zostali następcami Stefana I, najstarsza córka Agnieszka wstąpiła do klasztoru w Seligenthal Landshut, natomiast młodsze córki zostały wydane za mąż: Beatrycze poślubiła hrabiego Gorycji Henryka II, a Elżbieta została żoną księcia Austrii Ottona Wesołego.

## Śmierć
W nekrologach bawarskich pojawiają się trzy dzienne daty śmierci Judyty. Najbardziej wiarygodną jest 15 września 1320, podana w nekrologu klasztoru w Seligenthal Landshut, w którym Piastówna została pochowana obok swego męża.